# Hadrian Osmołowski
Hadrian Osmołowski (właśc. Piotr Osmołowski; wł. Adriano Osmolowski; herbu Bończa; ur. 13 grudnia 1838 w Antonówce, obecnie Białoruś, zm. 9 kwietnia 1924 w Lonigo, we Włoszech) – polski prezbiter, bernardyn, misjonarz, gwardian klasztoru bernardynów w Gemonie del Friuli oraz Czcigodny Sługa Boży Kościoła katolickiego.

## Życiorys

### Lata młodości
Pochodził z Kresów Wschodnich, wywodząc się z zubożałej szlachty jako syn Daniela, zawodowego oficera armii rosyjskiej, który doszedł do stopnia pułkownika i Anny z domu Niedźwiedzkiej. Wkrótce po urodzeniu został ochrzczony w rodzinnej miejscowości, w kaplicy dworskiej, otrzymując imię Piotr. Wykształcenie podstawowe otrzymał w domu rodzinnym, a następnie uczęszczał do gimnazjum w pobliskim Czerykowie, kończąc je z wynikiem bardzo dobrym. Wychowany w atmosferze religijnej i patriotycznej zetknął się z bernardynami, którzy mieli w tym rejonie trzy klasztory: w Mohylewie, Mścisławiu i Orszy.

### Powołanie zakonne
Z inspiracji napotkanych bernardynów oraz kierując się własnym rozeznaniem w 1861 podjął decyzję wstąpienia do ich zakonu. Były to czasy, w których zostanie osobą konsekrowaną uzależnione było od zgody Ministerstwa Wyznań w Petersburgu, którą to wkrótce uzyskał. Został skierowany do bernardyńskiego nowicjatu w Mińsku Litewskim, gdzie otrzymał 19 września 1861 habit oraz obrał imię zakonne Hadrian, a następnie 18 marca 1863 złożył pierwsze śluby zakonne. Tam też rozpoczął studia filozoficzno-teologiczne. We wrześniu 1863 musiał je jednak przerwać na skutek ingerencji władz carskich, które po powstaniu styczniowym utworzyły w klasztorze zakonny dom internowania (1863–1865). Jedenastu kleryków bernardyńskich (w tym również br. Hadriana) początkowo na okres trzech miesięcy zamknięto w jednej z cel, a następnie nakazano im opuszczenie klasztoru. Klerykami zainteresował się wówczas miński biskup Adam Wojtkiewicz, przyjmując ich do seminarium diecezjalnego aby mogli kontynuować studia. W tym okresie Hadrian Osmołowski czynił starania, by dostać się do innych bernardyńskich klasztorów, m.in. na Pomorzu, w Wielkopolsce, a nawet we Francji, jednak bezskutecznie.

### W Kustodii Ziemi Świętej
Podsunięto mu wówczas myśl wyjazdu do Kustodii Ziemi Świętej. Po wielu staraniach otrzymał 15 września 1866 paszport, a cztery dni później wraz z innym klerykiem bratem Aleksandrem Kromko opuścił Rosję. 19 października tegoż roku, podróżując m.in. przez Konstantynopol, znalazł się w mieście portowym Jafie, a 27 października przybył do Jerozolimy. O swoim wyjeździe z Rosji tak później wspominał: 

Panu Bogu się zawsze tak podobało, że musiałem... opuścić kraj rodzinny i wędrować na obcą ziemię, abym tam swobodniej mógł Panu Bogu dochować to, com przy profesji zakonnej solennie Mu obiecał...

W Jerozolimie zamieszkał w klasztorze św. Salwatora, gdzie znajdowało się franciszkańskie seminarium. Później ukończył tam przerwane studia. 13 czerwca 1867 złożył uroczyste śluby zakonne, a 28 marca 1868 wraz z dwoma innymi współbraćmi w bazylice Grobu Chrystusa przy ołtarzu Ukrzyżowania otrzymał z rąk sufragana patriarchy jerozolimskiego biskupa Vincenza Bracco święcenia prezbiteratu i odprawił tam mszę prymicyjną. Po święceniach posługiwał krótko polskim pielgrzymom, a następnie został skierowany do syryjskiego klasztoru w Trypolisie, gdzie posługiwał stacjonującym tam chrześcijańskim dragonom tureckim. Następnie wysłano go około 1873 do syryjskiego klasztoru w Latakii (dawna Laodycea), gdzie został wikariuszem przy tamtejszej parafii. Pełnił tam posługę polskim emigrantom. Po kilku latach podupadł na zdrowiu, chorując na malarię i migrenę, w wyniku czego przeniesiono go na rekonwalescencję na okres dwóch lat do Nazaretu, a następnie na Górę Tabor. Gorący klimat nie sprzyjał jednak poprawie stanu jego zdrowia, wobec czego przeniesiono go w 1876 do Włoch.

### We Włoszech
23 marca 1876 przybył do Wenecji, gdzie zamieszkał w klasztorze San Francesco della Vigna. Podreperowawszy zdrowie, wyraził chęć powrotu do Ziemi Świętej, ale nie uzyskał zgody od ówczesnego generała zakonu o. Bernardyna z Portogruaro OFM. Podczas prawie pięćdziesięcioletniego pobytu we Włoszech pełnił wiele różnych funkcji, przebywał w następujących klasztorach:
- Wenecja (1876–1877), (1890–1891) i (1895–1896) – wikariusz (1890–1891), kapelan i spowiednik Sióstr Franciszkanek św. Józefa (1895–1896);
- Gemona del Friuli (1877–1889) i (1896–1911) – gwardian (1896–1899), wikariusz (1901–1911), spowiednik Sióstr Franciszkanek Najświętszego Serca Pana Jezusa (1877–1889) i (1899–1900);
- Mediolan (po 1891) – mistrz nowicjatu (1891–1895);
- Monselice (1913–1916);
- Lonigo (ok. 1895), (1911–1913) i (1916–1924) – mistrz nowicjatu (ok. 1895).

Ponadto dał się poznać wiernym jako gorliwy spowiednik, spędzając w konfesjonale długie godziny. W Lonigo przyczynił się do powstania tam Kolegium Serafickiego, czyli niższego seminarium zakonnego.
Z zachowanych jego listów, pisanych m.in. do sióstr Bernardynek w Krakowie wynika, że o. Hadrian Osmołowski, który odwiedził kraj ojczysty po raz pierwszy między 1873 a 1875 oraz po raz drugi między 1879 a 1886, przebywał w Krakowie i Wieliczce. Mieszkał u reformatów w Krakowie. Z listów tych można się również dowiedzieć, że odwiedził w tym czasie m.in. krakowskie klasztory sióstr Bernardynek, gdzie odprawił mszę świętą i sióstr Felicjanek, gdzie spotkał się z dziećmi, podopiecznymi sióstr. Odwiedził w tym czasie również klasztor sióstr Klarysek, z którymi utrzymywał kontakty listowne.

### U schyłku życia
Ostatnie lata życia spędził w klasztorze św. Daniela w Lonigo, podupadając stopniowo na zdrowiu. Postępujący paraliż był przyczyną poruszania się o lasce, a następnie słabnący wzrok i słuch unieruchomiły go w łóżku. Zmarł na łożu boleści po kilkumiesięcznej chorobie w swojej klasztornej celi 9 kwietnia 1924. Mszę świętą pogrzebową odprawił 11 kwietnia wenecki prowincjał, późniejszy generał zakonu o. Leonardo Bello OFM, po czym ciało o. Hadriana spoczęło na cmentarzu w Lonigo. 15 października 1950 dokonano ekshumacji, a następnie przeniesiono jego ciało do kościoła św. Daniela w Lonigo.

## Duchowość
Był człowiekiem ciągłej modlitwy. Umiłował szczególnie ciszę, skupienie wewnętrzne oraz samotność pobytu w klasztornej celi. Po śmierci odnaleziono w jego zakonnej celi napisane na kartce takie oto stwierdzenia: 

Bądź błogosławiona, celo moja droga, wierna służebnico moja, całego mojego życia... Daj Boże, bym kiedyś, błogosławiąc ci, celo moja, wśród chórów anielskich i w radosnym towarzystwie świętych, z radością niewypowiedzianą, śpiewając wieczyste Alleluja, od ciebie, droga celo moja, przeszedł do nieba...

Był jednocześnie propagatorem i zwolennikiem kultu Eucharystii. Podczas jej sprawowania odnosiło się wrażenie, że był wyobcowany, a twarz jego jakby promieniała z zachwytu, wpadając w ekstazę. Widziano go często zatopionego w adoracji Najświętszego Sakramentu. Ponadto pielęgnował nabożeństwo Męki Pańskiej. Kilka razy w ciągu dnia odprawiał Drogę Krzyżową. Był wielkim czcicielem kultu Matki Bożej, odprawiając w ciągu dnia kilkakrotnie różaniec lub koronkę seraficką. Cenił również swojego zakonnego patrona św. Antoniego z Padwy. Odwiedzał biednych, chorych i opuszczonych, spiesząc im z samarytańską posługą. W testamencie duchowym  napisał m.in.:

W swoim życiu zakonnym starałem się zawsze być posłuszny... Nigdy nie wykroczyłem przeciw świętej czystości... Ukochałem ubóstwo... Strzegłem świętych przepisów karności, a kiedy nie mogłem się przeciwstawić jakiemuś nadużyciu, cierpiałem wewnętrznie i milczałem...

## Publikacje oraz działalność pisarska
Opublikował kilka pozycji książkowych o tematyce ascetycznej:
- Św. Alfons Liguori (w przekładzie z włoskiego o. Adryan Osmołowski): Przygotowanie się do śmierci, czyli Rozmyślania nad odwiecznemi prawdami: użyteczne tak świeckim, jako i duchownym. Kraków. Nakładem Księgarni Gebethnera i Spółki, Wyd. 1, 1876[21];
- Adryan Osmołowski: O zacności i piękności panieństwa: wyjątki z dzieł Ojców Świętych i katolickich pisarzy. Kraków. Nakładem Księgarni Gebethnera i Spółki, Wyd. 1, 1876[21];
- Hadrian Osmołowski: Skarb duchowny, czyli zbiór pism najcelniejszych katolickich autorów, z łacińskiego i włoskiego tłumaczonych dla użytku zakonnic[a].

Zachowały się również trzy listy o. Hadriana Osmołowskiego: 
- z 26 kwietnia 1873 pisany z miejscowości Latakia (Syria) do prowincjała galicyjskiego p.w. Niepokalanego Poczęcia NMP (Archiwum Prowincji Bernardynów w Krakowie)[22];
- z 2 marca 1913 do sióstr Bernardynek w Krakowie (Archiwum sióstr Bernardynek w Krakowie)[22];
- z 26 maja 1922 pisany z Lonigo (Włochy) do sióstr Bernardynek w Krakowie  (Archiwum Prowincji Bernardynów w Krakowie)[23].

## Proces beatyfikacyjny
Przekonana o jego świątobliwym życiu wenecka prowincja pw. św. Antoniego z Padwy poczyniła starania w celu wyniesienia go na ołtarze. Wstępne przygotowania do procesu beatyfikacyjnego rozpoczęto w 1963. Centrala wicepostulacji powstała przy klasztorze San Francesco della Vigna w Wenecji. Z inicjatywy Konwentu św. Daniela w Lonigo 30 lipca 1970 rozpoczął się w kurii biskupiej diecezji Vicenza, w obecności tamtejszego ordynariusza bp. Carlo Zinato, proces informacyjny. Odtąd przysługiwał mu tytuł Sługi Bożego. 10 lipca 1974 zakończył się proces na szczeblu diecezjalnym, w kaplicy Kolegium Serafickiego w Lonigo, w obecności bp. Arnolda Onisto. Akta procesu zostały następnie przekazane Kongregacji Spraw Kanonizacyjnych w Rzymie. Postulatorem procesu został wybrany o. Giovangiuseppe Califana OFM. 16 listopada 1991 Stolica Apostolska wydała dekret o ważności procesu informacyjnego, a w roku następnym złożono tzw. Positio wymagane w dalszym postępowaniu beatyfikacyjnym. 17 grudnia 1999 odbyło się posiedzenie konsultorów teologicznych, po którym 1 lipca 2000 papież Jan Paweł II promulgował dekret o heroiczności jego cnót. Odtąd przysługuje mu tytuł Czcigodnego Sługi Bożego.

## Upamiętnienie
W Gemonie del Friuli, w pobliżu klasztoru, w którym swego czasu posługiwał, postawiono jego marmurowe popiersie dłuta artysty Giovanniego d'Artegny oraz umieszczono na cokole okolicznościowy napis. Również w tej miejscowości jeden z placów nazwano jego imieniem (wł. Piazza Padre Adriano Osmolowski).
W Lonigo przy bernardyńskim konwencie utworzono Dom nazwany jego imieniem (wł. Casa Padre Adriano Osmolowski).
2 grudnia 1975 grób o. Hadriana odwiedził metropolita krakowski kard. Karol Wojtyła, późniejszy papież oraz święty.